# Ґодзілла: Токіо S.O.S
«Ґодзілла: Токіо S.O.S» («Ґодзілла, Мотра, Мехаґодзілла: Токіо S.O.S», яп. ゴジラ×モスラ×メカゴジラ東京SOS, ґодзіра мосура мекаґодзіра то:кьо есу о:есу) — японський кайдзю-фільм студії Toho, сиквел фільму «Ґодзілла проти Мехаґодзілли» 2002 року. Це двадцять сьомий фільм про гігантського динозавра Ґодзіллу, дванадцятий про гігантську міль Мотру, п'ятий про динозавроподібного робота Мехаґодзіллу (у фільмі частіше іменованого «Кір'ю») і другий за участю гігантської черепахи Камебаса. Це третій і останній фільм про Ґодзіллу, знятий Масаакі Тедзукою. У японському кінопрокаті фільм вийшов 13 грудня 2003 року.
«Ґодзілла: Токіо S.O.S» — єдиний фільм про Ґодзіллу в епо́сі Міленіум, сюжет якого пов'язаний з попереднім фільмом цієї епохи. Каноном до цього фільму є такі фільми, як «Ґодзілла» (1954), «Родан», «Великий монстр Варан, «Мотра» (1961), «Зловісна зірка Горас», «Атрагон», «Догора», «Франкенштейн проти Барагона», «Війна гаргантюа», «Втеча Кінг-Конга», «Космічна Амеба» та «Ґодзілла проти Мехаґодзілли» (2002).

## Сюжет
У 2004 році Кір'ю ремонтують. За проханням прем'єр-міністра вчений Йосіто Тюдзьо замінює гармату Абсолютного нуля на потужний тримазер.
Феї Шобідзін просять уряд Японії зупинити використання Кір'ю та повернути кістки першого Ґодзілли в море. Тоді Ґодзілла перестане нападати на Японію, адже кістки першого Ґодзілли притягують його нащадка. Феї кажуть, що якщо кістки повернуть у море, то Мотра буде захищати Японію від Ґодзілли. Незабаром на березі знаходять труп гігантської черепахи Камебаса. Виявляється, що його вбив Ґодзілла. Ґодзілла нападає на Японію, і перемагає Кір'ю і Мотру, яка теж прилетіли захистити Японію. Тим часом на острові Інфант з одного яйця вилуплюються дві личинки Мотри, які відразу поспішають в Японію на допомогу матері. Кір'ю починають ремонтувати, а Мотра помирає, спасаючи личинки від Ґодзілли. Ремонт Кір'ю було завершено, і він сильно ранить Ґодзіллу. Личинки Мотри покривають Ґодзіллу коконом. Пілот Кір'ю Адзюса Кісарагі отримає наказ негайно вбити Ґодзіллу. Проте кіборг виходить з-під контролю. Мехаґодзілла хапає Ґодзіллу і несе його в океан. Перед тим, як зануритись під воду, він дозволяє своєму пілоту покинути його. Також він прощається з пілотом за допомогою екрану комп'ютера. Кір'ю і Ґодзілла тонуть.
В сцені після титрів показана невідома лабораторія з ДНК різноманітних кайдзю. Оповідач каже, що JXSDF планують створити нову суперзброю на основі померлого кайдзю. В кінці фільму Ґодзілла, який знаходиться під водою разом з Кір'ю, прокидається і реве.

## Кайдзю
- Ґодзілла
- Кір'ю
- Мотра
- Камебас

## В ролях
- Ноборю Канеко — Йосіто Тюдзьо
- Міхо Йосіока — пілот Адзюса Кісарагі
- Міцукі Кога — Кьосуке Акіба
- Хіросі Коідзумі — доктор Сін'іті Тюдзьо
- Масамі Нагасава та Тіхіро Оцука — феї Шобідзін
- Акіра Накао — прем'єр-міністр Ігарасі
- Коіті Уеда — генерал Добасі
- Ко Такасугі — Тогасі
- Кента Сюга — Сюн Тюдзьо
- Юміко Сакю — лейтенант Акане Ясіро
- Наомаса Мусака — Горо Канно
- Юсуке Томоі — лейтенант Хаяма
- Цутому Кітагава — Ґодзілла
- Мотокуні Накагава — Кір'ю

## Відсилання на попередні фільми
- Дві личинки Мотри в одному яйці запозичені з фільму «Мотра проти Ґодзілли».
- Заново відновлений і знову знищений Кір'ю є відсиланням до фільму «Терор Мехаґодзілли».

## Цікаві факти
- Хіросі Коідзумі у фільмі грає свого персонажа, якого до того він грав у фільмі «Мотра» 1961 року.
- Масаакі Тедзука планував показати у фільмі загиблого Ангіруса, чий труп після сутички з Ґодзіллою виносить на узбережжя. Однак, за порадою продюсера Сього Томіями, цей монстр був замінений Камебасом — набагато менш популярним кайдзю.